# Cayo Cornelio Cetego
Cayo o Gayo Cornelio Cetego  fue un político y militar de la República romana que ocupó el consulado en el año 197 a. C. y la censura en 194 a. C.
Fue procónsul en Hispania en 200 a. C. y fue elegido edil curul en ausencia; en el cargo, organizó unos juegos de una gran magnificencia. Durante su consulado consiguió el éxito militar luchando en la Galia Cisalpina contra los ínsubres y los cenómanos, obteniendo el honor de celebrar un triunfo.
Fue elegido censor en 194 a. C. junto con Sexto Elio Peto Cato. Al año siguiente, en 193 a. C., fue enviado como mediador para buscar el fin de la guerra entre el rey Masinisa y Cartago, con Escipión el Africano y Quinto Minucio Rufo.